# Vigevano

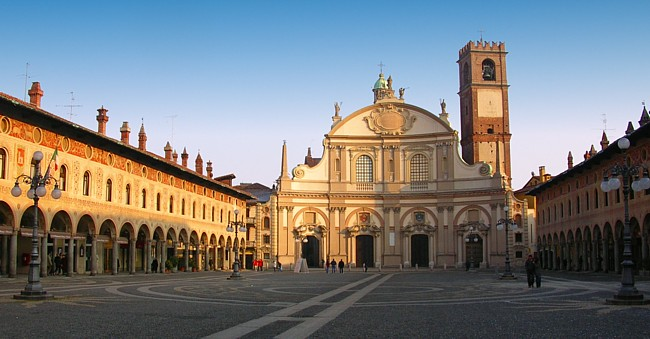
Piazza Ducale mit Dom

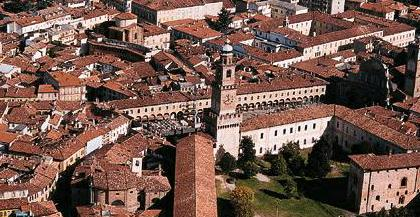
Castello Vigevano

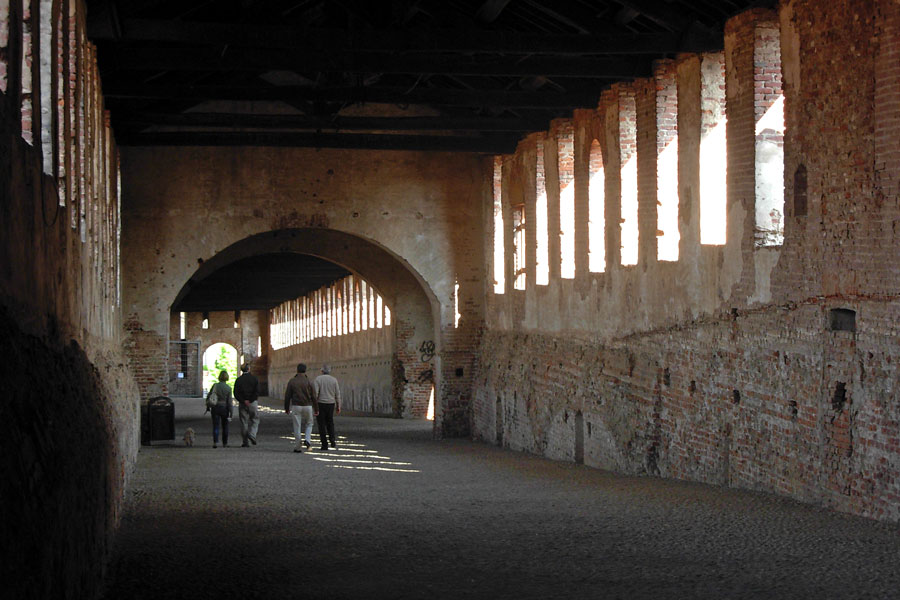
Strada Coperta

Vigevano (deutsches nicht mehr gebräuchliches Exonym: Vigen) ist eine italienische Gemeinde (comune) in der Provinz Pavia, Lombardei, mit 62.515 Einwohnern (Stand 31. Dezember 2023).
Sehenswert ist der rechteckige Platz Piazza Ducale mit zahlreichen Renaissancebauten und die Schlossanlage Castell Sforzesco.

## Ortslage
Die Stadt liegt etwa 35 km südwestlich von Mailand nahe dem Fluss Ticino.

## Geschichte
Die frühesten Aufzeichnungen von Vigevano gehen auf das Jahr 963 zurück, als zum ersten Mal in Dokumenten die Burg von Vigevano erwähnt wird. Vigevano wurde 1154 von Kaiser Friedrich I. in Pavia gegeben.

## Wirtschaft
Vigevano ist ein Zentrum der Schuhherstellung und beherbergt ein Schuhmuseum.

## Sehenswürdigkeiten
- Castello Sforzesco
- Piazza Ducale
- Duomo di Vigevano
- Strada Coperta

## Städtepartnerschaften
- Wenzhou, Volksrepublik China
- Ficarra, Italien
- Matera, Italien

## Persönlichkeiten
- Bona Sforza (1494–1557), Königin von Polen
- Eleonora Duse (1858–1924), Schauspielerin
- Alberto Bonacossa (1883–1953), Unternehmer, Sportler und Sportfunktionär
- Aldo Bonacossa (1885–1975), Unternehmer, Alpinist und Sportfunktionär
- Giulio Basletta (1890–1975), Fechter
- Gian-Carlo Rota (1932–1999), italienisch-US-amerikanischer Mathematiker
- Fiorello Provera (* 1946), Politiker
- Gianni Merlo (* 1947), Journalist, Präsident des Weltsportjournalisten-Verbandes (AIPS)
- Davide Olivares (* 1971), Fußballspieler
- Rossano Sportiello (* 1974), Jazzmusiker
- Andrea Soncin (* 1978), Fußballspieler und -trainer
- Margie Santimaria (* 1989), Triathletin
- Tatiana Bonetti (* 1991), Fußballspielerin
- Filippo Baldi (* 1996), Tennisspieler
- Chiara Melon (* 1999), Leichtathletin
- Sarah Toscano (* 2006), Sängerin

## Persönlichkeiten mit Bezug vom Ort
- Giorgio Cattaneo (1663–1730), Adliger, Bischof von Vigevano[4]